# Ma (filme)
Ma é um filme de suspense e terror psicológico estadunidense de 2019, produzido e dirigido por Tate Taylor, com roteiro de Scotty Landes e Taylor, e uma história de Landes. É estrelado por Octavia Spencer, Juliette Lewis, Diana Silvers, Luke Evans, McKaley Miller, Missi Pyle, Allison Janney, Corey Fogelmanis, Marjay Ross, Gianni Paolo e Dante Brown. O filme foi produzido por Jason Blum, através da Blumhouse Productions, e por John Norris.
Inicialmente, Ma veio junto como resultado do desejo de Taylor de dirigir um filme sobre "algo fodástico" e o desejo de Spencer de romper com os tipos de papéis que ela geralmente desempenha. Taylor e Spencer são amigos de longa data, tendo trabalhado juntos em filmes como The Help e Get on Up. Mais tarde, em 2018, Taylor e a Blumhouse Productions começaram a desenvolver o filme, com Taylor dirigindo, Landes escrevendo, Blum produzindo e Spencer estrelando. As filmagens do filme começaram em fevereiro de 2018 e terminaram em março de 2018, no Mississippi, com algumas partes filmadas em Natchez.
Ma foi lançado nos Estados Unidos em 31 de maio de 2019 e no Brasil em 30 de maio de 2019, pela Universal Pictures. Recebeu críticas mistas dos críticos, que elogiaram o desempenho de Spencer, mas criticaram o ritmo, o potencial não realizado e a representação dos personagens adolescentes. O filme arrecadou US$ 61,2 milhões, contra um orçamento de US$ 5 milhões. Desde então, ganhou um cult de seguidores online.

## Premissa
O filme de vingança segue Sue Ann (Spencer), uma assassina que luta contra a rejeição social, a pressão dos pares e o bullying. Ela é uma assessora veterinária solitária que mora em uma cidade em Ohio. As coisas começam a dar errado quando ela conhece um grupo de adolescentes. Apesar de suas diferenças de idade, Sue Ann foi convidada para o grupo, pelo qual ela compra álcool. No começo, foi divertido para Sue Ann, que veio a ser chamada de "Ma", já que sua amizade com os estudantes lhe dá a oportunidade de ser social e faz com que ela seja convidada para festas. No entanto, torna-se cada vez mais difícil para ela deixar seus amigos durante os finais de semana. Ela finalmente desenvolve uma fixação obsessiva no grupo. O envolvimento dos pais de seus amigos também desencadeou traumas passados. Esses desenvolvimentos levam à violência.
O filme é conhecido por ser um dos primeiros filmes de terror a apresentar uma mulher negra.

## Enredo
A adolescente Maggie Thompson se muda com sua mãe, Erica, para a cidade natal de sua mãe em Ohio depois que o marido de Erica a deixa. Em sua nova escola, Maggie faz amizade com Haley, Darrell, Chaz e Andy, que imediatamente desenvolve uma paixão por ela. Eles convencem Sue Ann "Ma" Ellington, uma técnica veterinária, os ajuda a comprar álcool. Sue Ann conta anonimamente as atividades deles, mas eles são liberados por causa da história do policial com o pai de Andy, Ben. No dia seguinte, Sue Ann convida os adolescentes para beberem em seu porão. Com o tempo, muitos outros adolescentes chegam em sua casa para festejar, tornando-a popular entre os alunos.
No entanto, o grupo fica irritado quando Sue Ann continuamente os assedia para passar um tempo com ela. Uma noite, ela drogou Maggie e pegou seus brincos. Na manhã seguinte, Maggie encontra cortes e hematomas em seu corpo e seus brincos não estão com ela. Maggie, já assustada, diz a Andy que ela não quer mais ir para a casa de Sue Ann e que ela também não quer que ele vá. Para reconquistar a confiança do grupo, Sue Ann mente que tem câncer no pâncreas. Haley percebe Sue Ann usando uma pulseira que pertence a uma amiga. As meninas suspeitam que Sue Ann está roubando suas joias e invadem sua casa para investigar. Elas são surpreendidas por Genie, filha de Sue Ann de um casamento fracassado; Maggie fica surpresa ao vê-la caminhando, pois usa uma cadeira de rodas na escola. Maggie e Haley escapam quando Sue Ann chega em casa.
Ben, que estudou no colégio com Sue Ann, aparece no trabalho dela para deixar seu gato e a convida para um drinque depois do trabalho. No bar, Ben confronta Sue Ann com um dispositivo de rastreamento e pergunta por que seu filho esteve em sua casa. Ben avisa Sue Ann para ficar longe de Andy. Um flashback revela que Sue Ann, que tinha uma queda por Ben, foi enganada para fazer sexo oral em um garoto que ela pensava ser Ben. Ben conseguiu que a escola testemunhasse o ataque, incluindo sua atual namorada, Mercedes, e Erica, que era jovem na época. Sue Ann nunca se recuperou do trauma e da humilhação.
Sue Ann atropela Mercedes com sua caminhonete, matando-a. Ela mata sua chefe, tira sangue do cachorro de Maggie, Louie, e atrai Ben para sua casa, onde ela o nocauteia. Ben acorda nu e amarrado à cama. Sue Ann segura uma grande faca que ameaça cortar a genitália de Ben, mas em vez disso a cobre com uma toalha. Sue Ann compara Ben a um cachorro. Ela transfunde o sangue de Louie em Ben, corta seu pulso e o deixa sangrar até morrer. Maggie conta a sua mãe a verdade sobre Sue Ann, e Erica brevemente confronta Sue Ann em um mercado. Sue Ann atrai Maggie com uma foto dela mesma com Andy em seu porão na festa de aniversário de Chaz. Quando ela chega, apenas o grupo original permanece. Ela tenta fazer Andy sair, mas percebe que todos foram drogados. Enquanto Maggie tenta obter ajuda, ela encontra o corpo de Ben e é drogada por Sue Ann.
Maggie acorda acorrentada no porão. Sue Ann passa um ferro de passar no estômago de Chaz, costura a boca de Haley e pinta o rosto de Darrell de branco. Andy acorda e tenta seduzir Sue Ann. Depois de beijar, ela o esfaqueia por mentir. Um policial chega e é baleado por Sue Ann depois que Maggie grita por socorro. Sue Ann força Maggie a juntar seus amigos e tirar fotos. Sue Ann tenta enforcar Maggie, mas Genie intervém, iniciando um incêndio no processo. Todos os outros acordam e tentam sair enquanto o fogo se espalha. Erica, sabendo onde provavelmente Maggie está, vai com seu colega de trabalho para salvar os adolescentes. Sue Ann tenta jogar Genie no fogo e culpa Erica por não impedir a agressão sexual. Erica expressa seu arrependimento e Maggie esfaqueia Sue Ann, salvando Genie.
O grupo corre para fora enquanto Sue Ann sobe as escadas e se aconchega no cadáver de Ben enquanto a casa queima.

## Elenco
- Octavia Spencer como Sue Ann "Ma"
  - Kyanna Simone Simpson como Sue Ann (adolescente)
- Juliette Lewis como Erica, mãe de Maggie.
  - Skyler Joy como Erica (adolescente)
- Diana Silvers como Maggie, filha de Erica.
- Luke Evans como Ben Hawkins, pai de Andy.
  - Andrew Matthew Welch como Ben (adolescente)
- Missi Pyle como Mercedes, namorada de Ben.
  - Nicole Carpenter como Mercedes (adolescente)
- McKaley Miller como Haley, amiga de Maggie.
- Corey Fogelmanis como Andy Hawkins, amigo de Maggie e filho de Ben.
- Gianni Paolo como Chaz, amigo de Maggie.
- Dante Brown como Darrell, amigo de Maggie.
- Allison Janney como Dra. Brown, a chefe de Sue Ann.
- Tanyell Waivers como Genie Ellington
- Dominic Burgess as Stu, colega de trabalho de Erica.
- Heather Marie Pate como Ashley
- Tate Taylor como Oficial Grainger
- Victor Turpin como Pietro Kramer
- Margaret Fegan como Stephanie

## Produção

### Desenvolvimento
Ma surgiu como resultado do desejo de Tate Taylor de dirigir um filme sobre "algo fodástico" e de uma conversa que ele teve com Octavia Spencer na qual ela disse que estava "cansada de apenas receber o mesmo papel e nunca ser uma chefona." Os dois são amigos de longa data, tendo trabalhado juntos em filmes como The Help e Get on Up. Jason Blum e Taylor, que são amigos há alguns anos, se conheciam socialmente.
Taylor foi ao escritório de Blum, dizendo: "Eu quero fazer algo que seja realmente fodástico." Ele leu o roteiro do filme de Scotty Landes, que a Blumhouse Productions comprou no dia anterior. Embora o rascunho original tenha sido escrito com uma mulher branca no papel-título, Taylor imediatamente pensou em Spencer. Ele saiu para o corredor, ligou para Spencer e perguntou se ela gostaria de participar de um filme de terror; sem ler o roteiro, Spencer embarcou no projeto.
Não havia história de fundo para a personagem-título no roteiro original, o que a tornava "um monstro completo na qual o público não iria conseguir simpatizar". Os cineastas priorizaram criar uma história de fundo autêntica para o papel. Taylor achou que era importante entrelaçar os temas do trauma, os pecados de nossos pais e como tratamos as pessoas na história para criar uma personagem com o qual o público possa se identificar e pelo qual possa se sentir mal.

### Filmagens
As filmagens do filme começaram em fevereiro de 2018. Elas ocorreram no Mississippi, com partes filmadas em Natchez, e encerradas em março de 2018.

## Lançamento
Ma foi lançado em 30 de maio de 2019, no Brasil, e em 31 de maio de 2019, nos Estados Unidos. O primeiro trailer do filme foi lançado em 13 de fevereiro de 2019.

### Home media
Ma foi lançado digitalmente em 20 de agosto de 2019, e em DVD e Blu-ray em 3 de setembro de 2019, pela Universal Pictures Home Entertainment (UPHE). O filme arrecadou US$ 3,1 milhões em vendas domésticas de vídeos.

## Recepção

### Bilheteria
Nos Estados Unidos e Canadá, ou seja domesticamente, o filme foi lançado juntamente de Godzilla: King of the Monsters e Rocketman, sendo que a previsão feita da arrecadação do filme em seu fim de semana de estreia seria de cerca de US$ 20 milhões. Porém o filme foi um pouco abaixo das expectativas e arrecadou pouco mais de 18 milhões de dólares.
O filme arrecadou uma bilheteria doméstica de mais de 45.8 milhões de dólares. Internacionalmente, o filme arrecadou mais de 15.2 milhões de dólares, totalizando mais de 61.1 milhões de dólares em todo o mundo.

### Resposta da crítica
No Rotten Tomatoes, o filme tem uma taxa de aprovação de 56% com base em 212 avaliações, com uma média de 5,6/10. O consenso crítico do site diz: "O desempenho de Octavia Spencer supera muitas das falhas de Ma, mas o ritmo irregular e uma história difícil impedem este thriller de realizar totalmente seu potencial desequilibrado." No Metacritic, o filme tem uma pontuação média ponderada de 53 de 100, com base em 39 críticos, indicando "críticas mistas ou médias". O público entrevistado pelo CinemaScore deu ao filme uma nota média de "B–" em uma escala de A+ a F, enquanto os da PostTrak deram uma média de 2,5 em 5 estrelas.
Benjamin Lee, do The Guardian, deu ao filme 3 de 5 estrelas, descrevendo-o como "um longa com uma exploração desagradável, mas surpreendentemente empático, com mais do que apenas uma carnificina em seu enredo." Leah Greenblatt, da Entertainment Weekly, classificou o filme com uma nota B, especificando: "Mesmo quando a história desce ao campo sangrento em seu roteiro, Spencer mantém os fios da trama mais ridículos juntos." Owen Glieberman, da Variety, escreveu: "Spencer, um camaleão em forma de atriz, muda de humor em Ma que nos deixa divertidamente desprevenidos."
Jude Dry, do IndieWire, deu ao filme uma nota C, afirmando que "ele pega uma premissa divertida, se reduz às suas partes mais básicas e, em seguida, pesa sobre ele com táticas de intimidação idiotas," enquanto John DeFore, do The Hollywood Reporter, escreveu, "Ele rapidamente transforma sua instável premissa em um estudo não convincente da necessidade emocional e em um thriller de vingança ainda mais difícil de acreditar."

No Saturn Awards de 2019, Spencer foi indicada para Melhor Atriz em Cinema e o filme foi indicado para Melhor Filme de Suspense.